# Russelia contrerasii
Russelia contrerasii là một loài thực vật có hoa trong họ Mã đề. Loài này được B.L. Turner miêu tả khoa học đầu tiên năm 1996.